# Алекса Јовановић Коџа
Алекса Јовановић - Коџа (Елевци, 27. март 1875 — Зајечар, 28. фебруар 1943), је био српски просветни радник и историчар.

## Биографија
Алекса Јовановић је рођен 1875. године у Елевци у Дебарској жупи, на београдској Великој школи завршио је Природно-математички одсек.
Од 1900. године је професор у српској гимназији у Битољу. У афери око оружја и тајних докумената 1905. године, ухапшен је и протеран из Битоља, односно Османског царства. После Првог светског рата вратио се у Скопље. Написао је неколико дела о српској четничкој акцији.
Умро у Зајечару 1943. године.

## Библиоградија
- Коџа. Четнички споменик, Војвода Мицко, живот и рад, Скопље, 1930.
- Јовановић, Алекса. Војвода Саватије. Почетак српске четничке акције у Маћедонији, Летопис Матице српске 326, 1930.
- Јовановић, Алекса. Српске школе и четнички покрет, Споменица двадесетпетогодишњице ослобођења Јужне Србије 1912-1937, Београд, 1937.

## Белешке
1. ↑  Вучетић 2006, стр. 362.
2. ↑  Стојанчевић 2006, стр. 179–198
3. ↑  Хаџи Васиљевић, Јован (1924). Муслимани наше крви у Јужној Србији. Београд: Штампарија "Свети Сава". Приступљено 16. 12. 2013 г. Проверите вредност парамет(а)ра за датум: |access-date= (помоћ)
4. ↑  Српски биографски речник, том 4, с. 46.